# Дидима
Дидма је био град у античкој Грчкој, који се налазио у данашњој Турској, у близини данашњег града Дидим. Град је био познат по свом храму Аполону, који је био један од највећих и најпознатијих храмова у античкој Грчкој.
Храм Аполону у Дидими је био изграђен у 8. веку пре нове ере и био је посвећен богу Аполону. Храм је био један од највећих и најимпресивнијих храмова у Грчкој, са димензијама од око 120 x 60 метара. Храм је имао и неке од највећих стубова у Грчкој, који су били високи око 20 метара. Након што је хришћанство прогласено за званичну религију Римског царства у 4. веку н.е., многи пагански храмови, укључујући и храм Аполону у Дидми, претворени су у хришћанске цркве.
Дидма је био важан верски центар у античкој Грчкој и привлачио је многе ходочаснике и туристе. Поред храма, град је имао и друге знаменитости, укључујући позориште, гимназију и библиотеку. Дидма је такође била место где су римски гувернери спроводили судске процесе и давали пресуде. Судије су седеле у градском позоришту, које је било градска зграда и седиште градске управе.
Током времена, Дидма је претрпео неколико разарања и преправки, а данас се очувани остаци храма Аполону сматрају једним од најзначајнијих археолошких налазишта у Турској. Дидима и његов храм Аполону и даље привлаче посетиоце из целог света због своје историјске важности и архитектонског достигнућа.